# Xfinity 500
De Xfinity 500 is een race uit de NASCAR Cup Series. De wedstrijd wordt gehouden op de Martinsville Speedway in Ridgeway over een afstand van 263 mijl of 423 km. De eerste editie werd gehouden in 1950 en gewonnen door Herb Thomas. De race maakt deel uit van de Chase for the Championship. Op hetzelfde circuit wordt jaarlijks ook de STP Gas Booster 500 gehouden.

## Namen van de race
- Zonder naam/onbekend (1950 - 1955)
- Old Dominion 400 (1956)
- Sweepstakes 500 (1957)
- Old Dominion 500 (1958 - 1982)
- Goody's 500 (1983 - 1995)
- Hanes 500 (1996 - 1997)
- NAPA Autocare 500 (1998 - 2000)
- Old Dominion 500 (2001 - 2002)
- Subway 500 (2003 - 2007)
- Tums QuikPak 500 (2008)
- Tums Fast Relief 500 (2009 - 2012)
- Goody's Headache Relief Shot 500 (2013 - heden)

## Winnaars
| Jaar                             | Winnaar              | Auto                 |
| Zonder naam/onbekend             | Zonder naam/onbekend | Zonder naam/onbekend |
| -------------------------------- | -------------------- | -------------------- |
| 1950                             | Herb Thomas          | Plymouth             |
| 1951                             | Frank Mundy          | Oldsmobile           |
| 1952                             | Herb Thomas          | Hudson               |
| 1953                             | Jim Paschal          | Dodge                |
| 1954                             | Lee Petty            | Chrysler             |
| 1955                             | Speedy Thompson      | Chrysler             |
| Old Dominion 400                 |                      |                      |
| 1956                             | Jack Smith           | Dodge                |
| Sweepstakes 500                  |                      |                      |
| 1957                             | Bob Welborn          | Chevrolet            |
| Old Dominion 500                 |                      |                      |
| 1958                             | Fireball Roberts     | Chevrolet            |
| 1959                             | Rex White            | Chevrolet            |
| 1960                             | Rex White            | Chevrolet            |
| 1961                             | Joe Weatherly        | Pontiac              |
| 1962                             | Nelson Stacy         | Ford                 |
| 1963                             | Fred Lorenzen        | Ford                 |
| 1964                             | Fred Lorenzen        | Ford                 |
| 1965                             | Junior Johnson       | Ford                 |
| 1966                             | Fred Lorenzen        | Ford                 |
| 1967                             | Richard Petty        | Plymouth             |
| 1968                             | Richard Petty        | Plymouth             |
| 1969                             | Richard Petty        | Ford                 |
| 1970                             | Richard Petty        | Plymouth             |
| 1971                             | Bobby Isaac          | Dodge                |
| 1972                             | Richard Petty        | Plymouth             |
| 1973                             | Richard Petty        | Dodge                |
| 1974                             | Earl Ross            | Chevrolet            |
| 1975                             | Dave Marcis          | Dodge                |
| 1976                             | Cale Yarborough      | Chevrolet            |
| 1977                             | Cale Yarborough      | Chevrolet            |
| 1978                             | Cale Yarborough      | Oldsmobile           |
| 1979                             | Buddy Baker          | Chevrolet            |
| 1980                             | Dale Earnhardt       | Chevrolet            |
| 1981                             | Darrell Waltrip      | Buick                |
| 1982                             | Darrell Waltrip      | Buick                |
| Goody's 500                      |                      |                      |
| 1983                             | Ricky Rudd           | Chevrolet            |
| 1984                             | Darrell Waltrip      | Chevrolet            |
| 1985                             | Dale Earnhardt       | Chevrolet            |
| 1986                             | Rusty Wallace        | Pontiac              |
| 1987                             | Darrell Waltrip      | Chevrolet            |
| 1988                             | Darrell Waltrip      | Chevrolet            |
| 1989                             | Darrell Waltrip      | Chevrolet            |
| 1990                             | Geoffrey Bodine      | Ford                 |
| 1991                             | Harry Gant           | Oldsmobile           |
| 1992                             | Geoffrey Bodine      | Ford                 |
| 1993                             | Ernie Irvan          | Ford                 |
| 1994                             | Rusty Wallace        | Ford                 |
| 1995                             | Dale Earnhardt       | Chevrolet            |
| Hanes 500                        |                      |                      |
| 1996                             | Jeff Gordon          | Chevrolet            |
| 1997                             | Jeff Burton          | Ford                 |
| NAPA Autocare 500                |                      |                      |
| 1998                             | Ricky Rudd           | Ford                 |
| 1999                             | Jeff Gordon          | Chevrolet            |
| 2000                             | Tony Stewart         | Pontiac              |
| Old Dominion 500                 |                      |                      |
| 2001                             | Ricky Craven         | Ford                 |
| 2002                             | Kurt Busch           | Ford                 |
| Subway 500                       |                      |                      |
| 2003                             | Jeff Gordon          | Chevrolet            |
| 2004                             | Jimmie Johnson       | Chevrolet            |
| 2005                             | Jeff Gordon          | Chevrolet            |
| 2006                             | Jimmie Johnson       | Chevrolet            |
| 2007                             | Jimmie Johnson       | Chevrolet            |
| Tums QuikPak 500                 |                      |                      |
| 2008                             | Jimmie Johnson       | Chevrolet            |
| Tums Fast Relief 500             |                      |                      |
| 2009                             | Denny Hamlin         | Toyota               |
| 2010                             | Denny Hamlin         | Toyota               |
| 2011                             | Tony Stewart         | Chevrolet            |
| 2012                             | Jimmie Johnson       | Chevrolet            |
| Goody's Headache Relief Shot 500 |                      |                      |
| 2013                             | Jeff Gordon          | Chevrolet            |

Huidige races:
Can-Am Duel ·
Daytona 500 ·
Subway Fresh Fit 500 ·
Kobalt Tools 400 ·
Food City 500 ·
Auto Club 400 ·
STP Gas Booster 500 ·
NRA 500 ·
Aaron's 499 ·
Toyota Owners 400 ·
Bojangles' Southern 500 ·
FedEx 400 ·
Coca-Cola 600 ·
STP 400 ·
Pocono 400 ·
Quicken Loans 400 ·
Toyota/Save Mart 350 ·
Coke Zero 400 ·
Quaker State 400 ·
Camping World RV Sales 301 ·
Brickyard 400 ·
Gobowling.com 400 ·
Cheez-It 355 at The Glen ·
Pure Michigan 400 ·
Irwin Tools Night Race ·
AdvoCare 500 (Atlanta Motor Speedway) ·
Federated Auto Parts 400 ·
Geico 400 ·
Sylvania 300 ·
AAA 400 ·
Hollywood Casino 400 ·
Bank of America 500 ·
Camping World RV Sales 500 ·
Goody's Headache Relief Shot 500 ·
AAA Texas 500 ·
AdvoCare 500 (Phoenix International Raceway) ·
Ford EcoBoost 400

Voormalige races:

Buddy Shuman 276 ·
Budweiser 400 ·
Budweiser NASCAR 400 ·
Columbia 200 ·
Coors 420 ·
First Union 400 ·
Greenville 200 ·
Hickory 276 ·
Kobalt Tools 500 (Atlanta Motor Speedway) ·
Los Angeles Times 500 ·
Mountain Dew Southern 500 ·
Northern 300 ·
Pepsi 420 ·
Pepsi Max 400 ·
Pickens 200 ·
Pop Secret Microwave Popcorn 400 ·
Sandlapper 200 ·
Subway 400 ·
Tyson Holly Farms 400 ·
Winston Western 500